# Monique Nsanzabaganwa

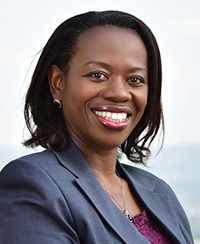
Monique Nsanzabaganwa (2020)

Monique Nsanzabaganwa (* 1971) ist eine ruandische Wirtschaftswissenschaftlerin, Politikerin und Diplomatin. Sie war von 2011 bis 2021 stellvertretende Vorstandsvorsitzende der Banque Nationale du Rwanda. Seit Februar 2021 ist sie Vizepräsidentin der Kommission der Afrikanischen Union.

## Herkunft und Ausbildung
Nsanzabaganwa wurde 1971 in Ruanda geboren und erhielt auch ihre schulische Ausbildung in Ruanda. Sie absolvierte ein Bachelor-Studium an der National University of Rwanda in Butare und ein Master-Studium an der südafrikanischen Stellenbosch University. 2012 promovierte sie schließlich an der Stellenbosch University zum Ph.D. of Arts and Social Sciences. Das Thema ihrer Dissertation lautete: Uncertainty and Private Sector Response to Economic Development Policy in Post-Genocide Rwanda.

## Karriere
Nach ihrem Studium kehrte sie 1999 nach Ruanda zurück und arbeitete bis 2003 als Dozentin an der wirtschaftswissenschaftlichen Fakultät der National University of Rwanda. Zwischen 2003 und 2008 war sie Staatsministerin für wirtschaftliche Planung im ruandischen Finanz- und Wirtschaftsministerium. Von 2008 bis 2011 war sie Ministerin für Handel und Industrie. Ihr wird das Verdienst zugesprochen, ein leistungsfähiges Statistik- und Planungssystem landesweit und auch auf regionaler Ebene entwickelt zu haben. So war sie führend am Aufbau des National Institute of Statistics of Rwanda beteiligt. Ihr ist es auch zu verdanken, dass in Ruanda rechtliche Rahmenbedingungen und politische Leitlinien für Mikrofinanz-Systeme geschaffen wurden. Von 2008 bis 2011 war sie ruandische Handels- und Industrieministerin. 2011 wurde sie stellvertretende Vorstandsvorsitzende der Banque Nationale du Rwanda.
Nach ihrer Wahl durch die 34. Vollversammlung der Afrikanischen Union trat Nsanzabaganwa im Februar 2021 ihr Amt als stellvertretende Kommissionsvorsitzende (DCP) der Afrikanischen Union an. Sie ist die erste Frau in dieser Position.

## Andere Aufgaben
Nsanzabaganwa ist Mitglied des African Leaders Network, Fellow des Aspen Global Leadership Network (AGLN), Fellow der Africa Leadership Initiative (ALI) für Ostafrika und Fellow der Executive Education in Public Financial Management der John F. Kennedy School of Government. Außerdem ist sie Mitglied der Expertengruppe des Graça Machel Trust on women's financial inclusion and the digital economy in Africa.

## Ehrungen
- 2017 Ehrendoktorwürde der Stellenbosch University

## Veröffentlichungen (Auswahl)
- Karen Miller: Breaking Barriers: Women Changemakers in Financial Inclusion. Ep. 3 featuring Dr. Monique Nsanzabaganwa. Interview bei: Women’s World Banking, Transkript und Podcast, 18. November 2019 (online)
- Financial Inclusion, Stability, Integrity and Consumer Protection: Harnessing Synergies, Managing Trade-offs. National Bank of Rwanda Economic Review, No. 006, S. 1–18, 1. Dez. 2014
- mit P. A. Black: Spokes in the Wheels of Trade Reform: An African Perspective. In: The South African Journal of Economics 70 (2002), Ausgabe 5, S. 900–911.
- Statement by H.E. Dr. Monique Nsanzabaganwa, Deputy Chairperson of the African Union Commission, on the occasion of World Consumer Rights Day. Afrikanische Union, Positionstext vom 15. März 2022. auf www.au.int (englisch, auch PDF)

## Privates
Nsanzabaganwa ist verheiratet mit Theogene Bangwanubusa und ist Mutter von drei Kindern.